# Pirocchi
Pirocchi är en sjö i Antarktis. Den ligger i Östantarktis. Nya Zeeland gör anspråk på området. Pirocchi ligger 81 meter över havet.